# Ghaleb Moussa Abdalla Bader
Ghaleb Moussa Abdalla Bader (en árabe: غالب موسى عبد الله بدر) (Khirbeth, Jordania, 22 de julio de 1951) es un arzobispo jordano y diplomático de la Santa Sede.

## Biografía

### Presbiterado
Entró al seminario menor de Beit Jala el 4 de septiembre de 1963.
Fue ordenado presbítero por Neemah Simaan, obispo auxiliar del Patriarcado Latino de Jerusalén y vicario Episcopal para Jordania, el 13 de junio de 1975 en Jabal-Weibdeh. 
Inmediatamente fue nombrado párroco de la parroquia Cristo Rey en Amán-Misdar.
En agosto de 1979, fue nombrado secretario del Patriarca de Jerusalén y profesor en el seminario de Beit Jala. En el mismo año, obtuvo un doctorado en Derecho Civil en la Universidad de Damasco.
En 1985 consiguió un doctorado en filosofía en la Pontificia Universidad Lateranense, y al año siguiente, un doctorado en Derecho Canónico, convirtiéndolo en doctor in utroque iure. Es autor de varios libros y habla siete idiomas.
Entre 1981 y 1986 participó en la traducción del Código de Derecho Canónico al árabe.
De 1996 a 2001 fue miembro de la Pontificia Comisión para el Diálogo Interreligioso.

### Episcopado
El 24 de mayo de 2008, el papa Benedicto XVI lo nombró Arzobispo metropolitano de Argel, convirtiéndose en el primer obispo de origen árabe en esa sede. Fue ordenado obispo el 17 de julio de 2008 por el patriarca Fouad Twal.
Fue nombrado Nuncio apostólico en Pakistán por el papa Francisco, el 23 de mayo de 2015.
Fue nombrado Nuncio apostólico en República Dominicana y Delegado apostólico en Puerto Rico por el papa Francisco, el 24 de agosto de 2017. Llegó a Santo Domingo el 16 de octubre de 2017 procedente de Roma. Cesó en ambos cargos el 15 de febrero de 2023.